# オレル・グリンフェルド
オレル・グリンフェルド（ヘブライ語: אוראל גרינפלד、1981年8月21日 - ）は、イスラエルのサッカー審判員。

## 来歴
2012年から国際サッカー連盟(FIFA)の国際審判員リストに登録されており、その年の3月に最初の国際試合としてUEFA U-17欧州選手権2012エリートラウンド（予選第2ラウンド）のグループ1で2試合を担当した。
その後、UEFAヨーロッパリーグ 2015-16グループステージでフル年代の試合を初めて担当した。さらに、UEFAチャンピオンズリーグ 2018-19のグループステージ・レアル・マドリード対ヴィクトリア・プルゼニの試合を担当し、UEFAチャンピオンズリーグデビューを果たした。
UEFAチャンピオンズリーグ 2020-21では、ラウンド16・ラツィオ対バイエルン・ミュンヘンの1stレグを担当し、UEFAチャンピオンズリーグのノックアウトステージにおける初のイスラエルの審判となった。
UEFA EURO 2020では、グループC・オランダ対オーストリアの試合を担当した。 